# Tånnö
Tånnö is een plaats in de gemeente Värnamo in het landschap Småland en de provincie Jönköpings län in Zweden. De plaats heeft 196 inwoners (2005) en een oppervlakte van 27 hectare.